# Cerkiew św. Paraskiewy w Botizie
Cerkiew pod wezwaniem św. Paraskiewy – zabytkowa prawosławna cerkiew pomocnicza we wsi Botiza (okręg Marmarosz). Należy do parafii Wszystkich Świętych w Botizie, wchodzącej w skład dekanatu Vișeu de Sus eparchii Marmaroszu i Sătmaru Rumuńskiego Kościoła Prawosławnego.

## Historia
Cerkiew zbudowano w 1699 r. w Vișeu de Jos. Pod koniec XIX wieku została rozebrana i przewieziona do Botizy, gdzie ją zrekonstruowano w miejscu poprzedniej świątyni (rozebranej w celu pozyskania materiału na budowę szkoły w Hoteni).
Na nowym miejscu obiekt pełnił funkcję świątyni parafialnej do czasu zbudowania w sąsiedztwie większej, murowanej cerkwi (której nadano wezwanie Wszystkich Świętych).

## Architektura
Budowla drewniana. Nawa z przednawiem zostały wzniesione na planie prostokąta, natomiast niższe od nawy prezbiterium ma formę wielobocznej apsydy. Od strony zachodniej (wejściowej) znajduje się otwarta weranda, która jest większa niż w innych drewnianych cerkwiach Marmaroszu. Dach ma dwa okapy, z których dolny okala całą budowlę. Ściany poniżej dolnego okapu ozdabia rzeźbiony fryz o motywie splecionej liny. Nad przednawiem wznosi się wieża-dzwonnica z galerią i smukłą iglicą.
W 1899 r., po zrekonstruowaniu cerkwi w Botizie, wnętrze odrestaurowali i ozdobili malowidłami Dionisie luga i jego córka Aurelia, malarze z Niculi (głównego ośrodka tradycyjnego malarstwa religijnego w pobliżu Gherli w Transylwanii). W zdobieniach przeważają motywy kwiatowe. Zdobienia ikonostasu są prawdopodobnie starsze niż na ścianach.
Na wewnętrznej stronie drzwi wejściowych znajduje się obraz (autorstwa nieznanego artysty) „Śmierć z kosą”, z wypisanymi moralizującymi sentencjami.
Wejście na teren cerkiewny prowadzi przez drewnianą bramę z charakterystyczną dla miejscowego regionu ornamentyką.

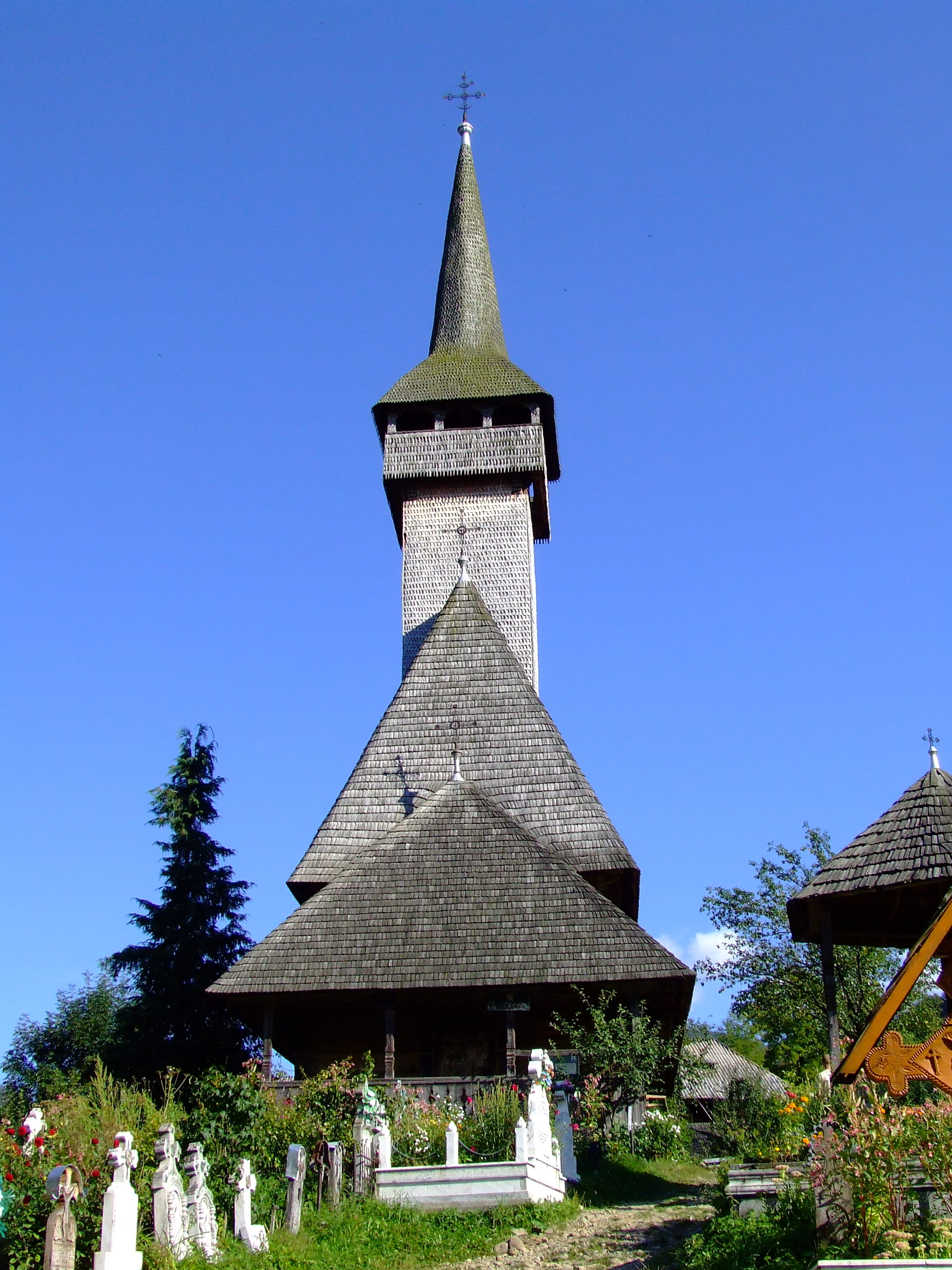
Cerkiew od frontu
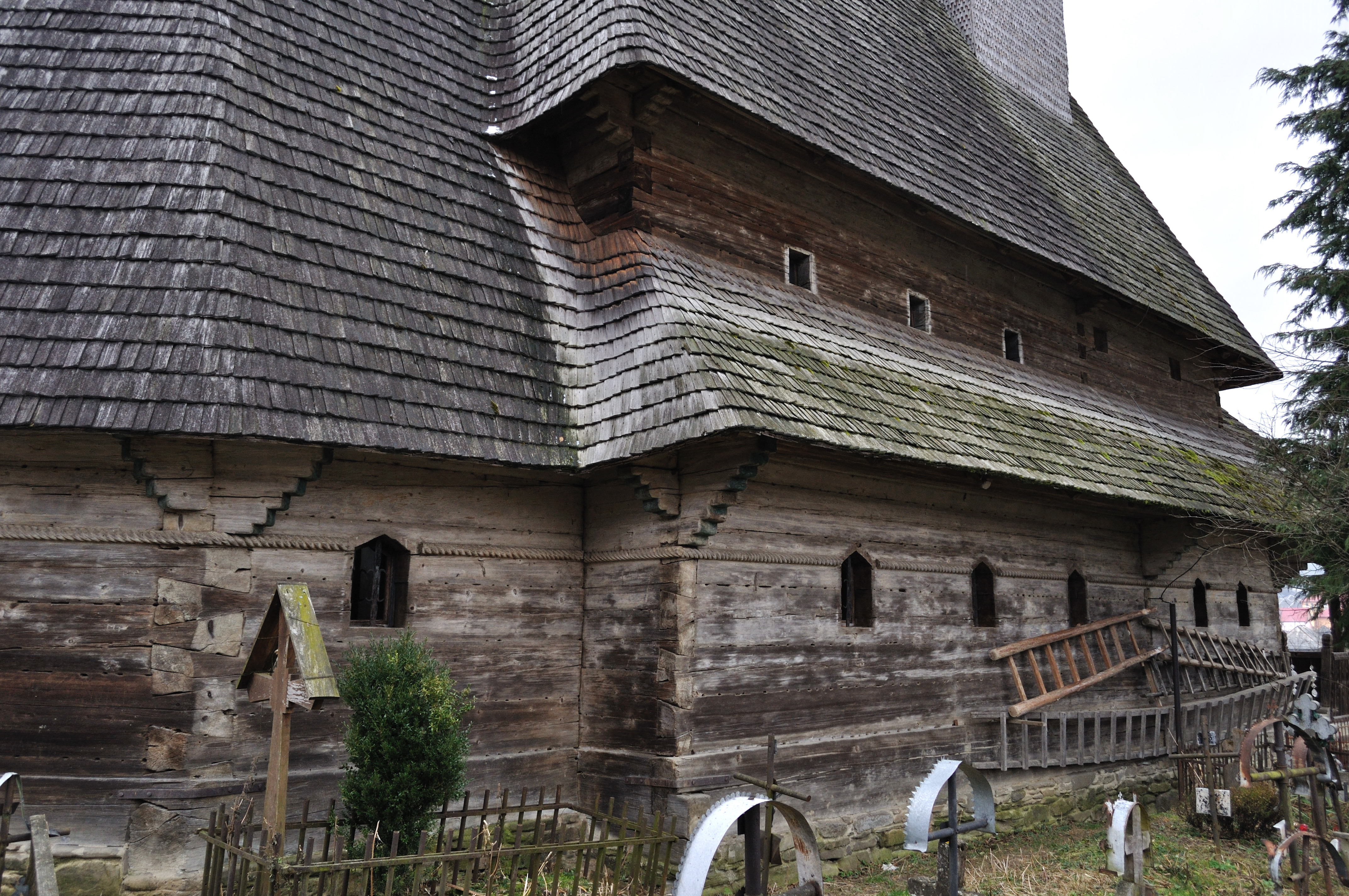
Dwupoziomowy układ okien
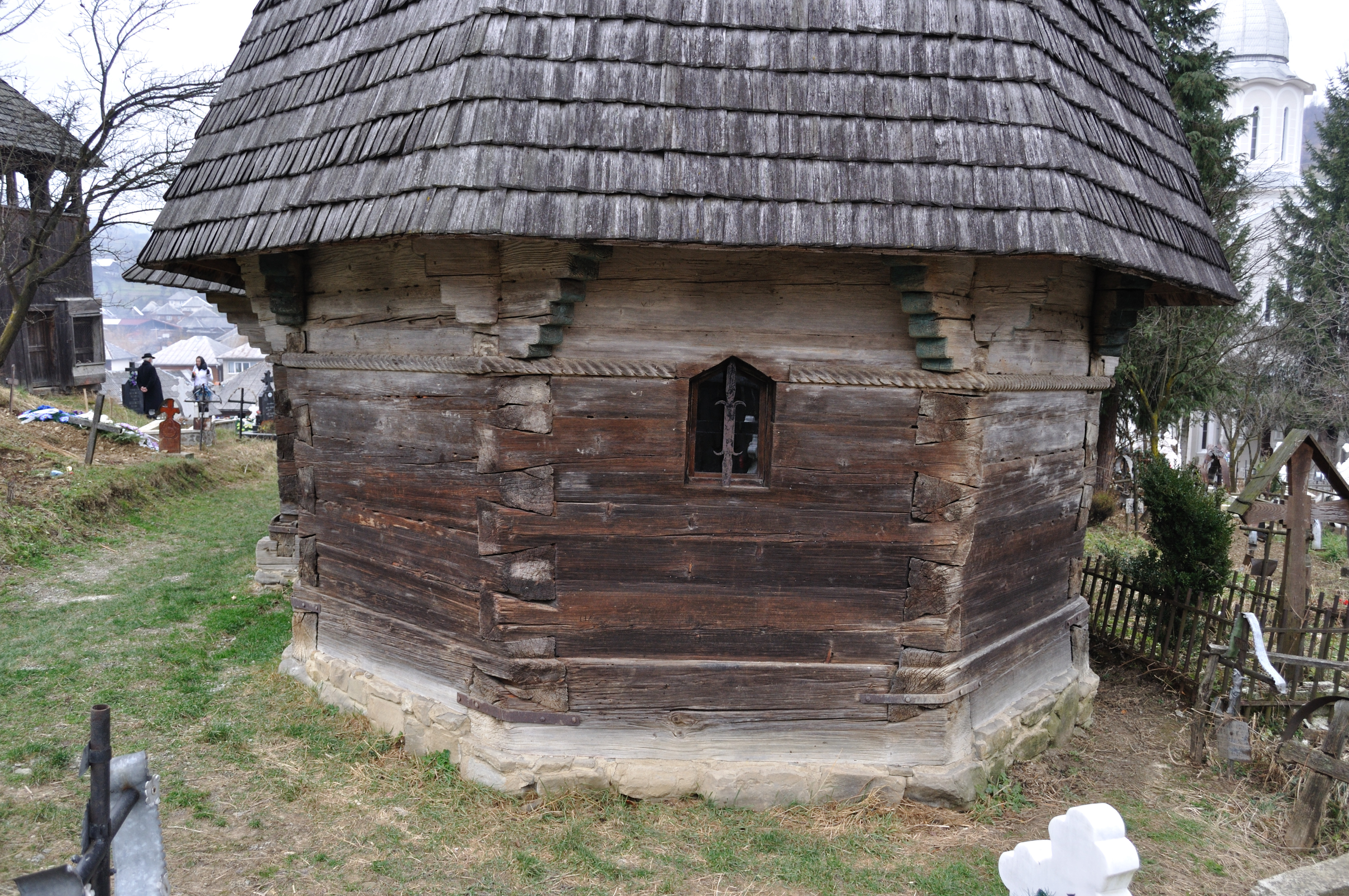
Apsyda
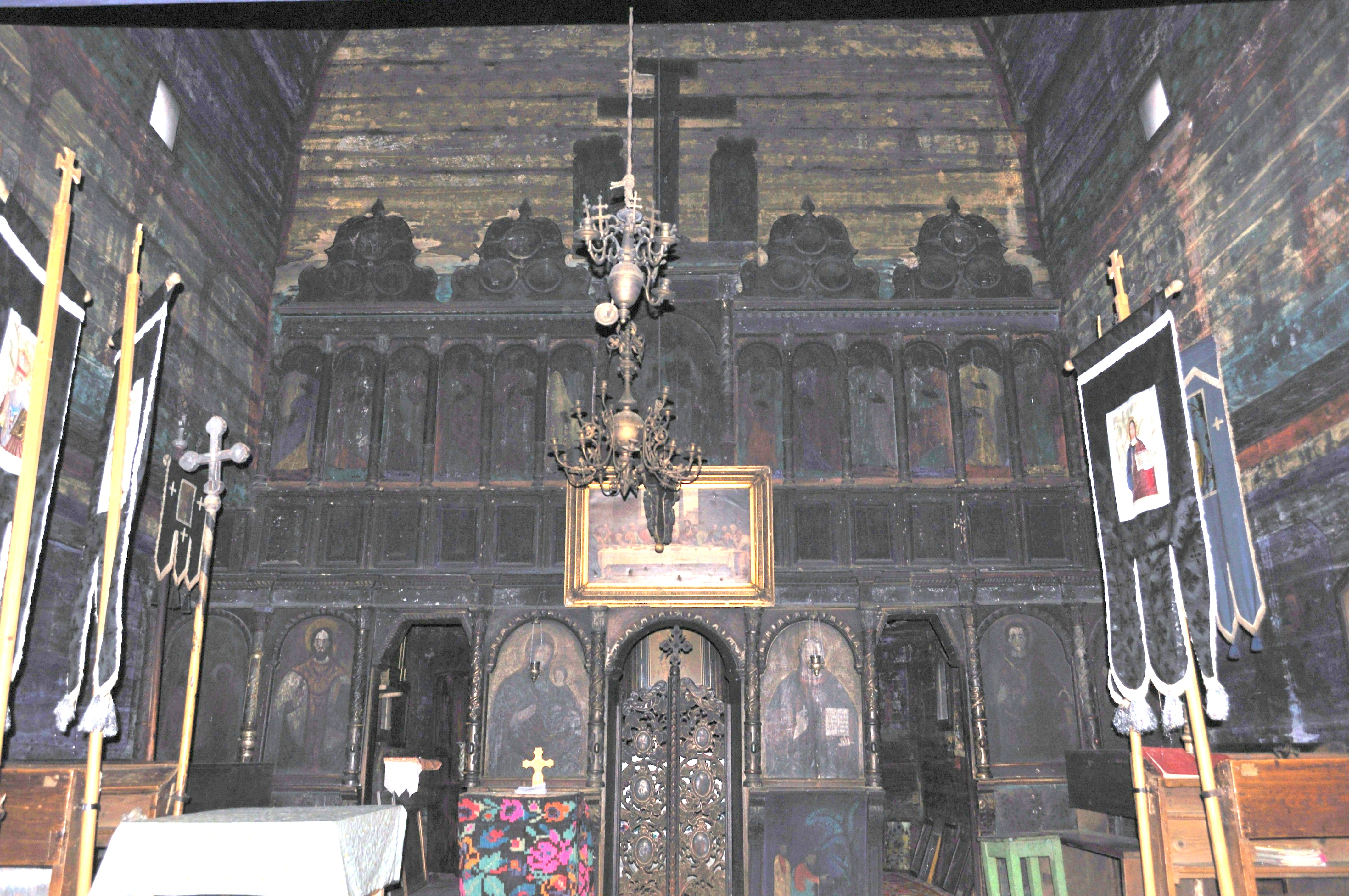
Ikonostas
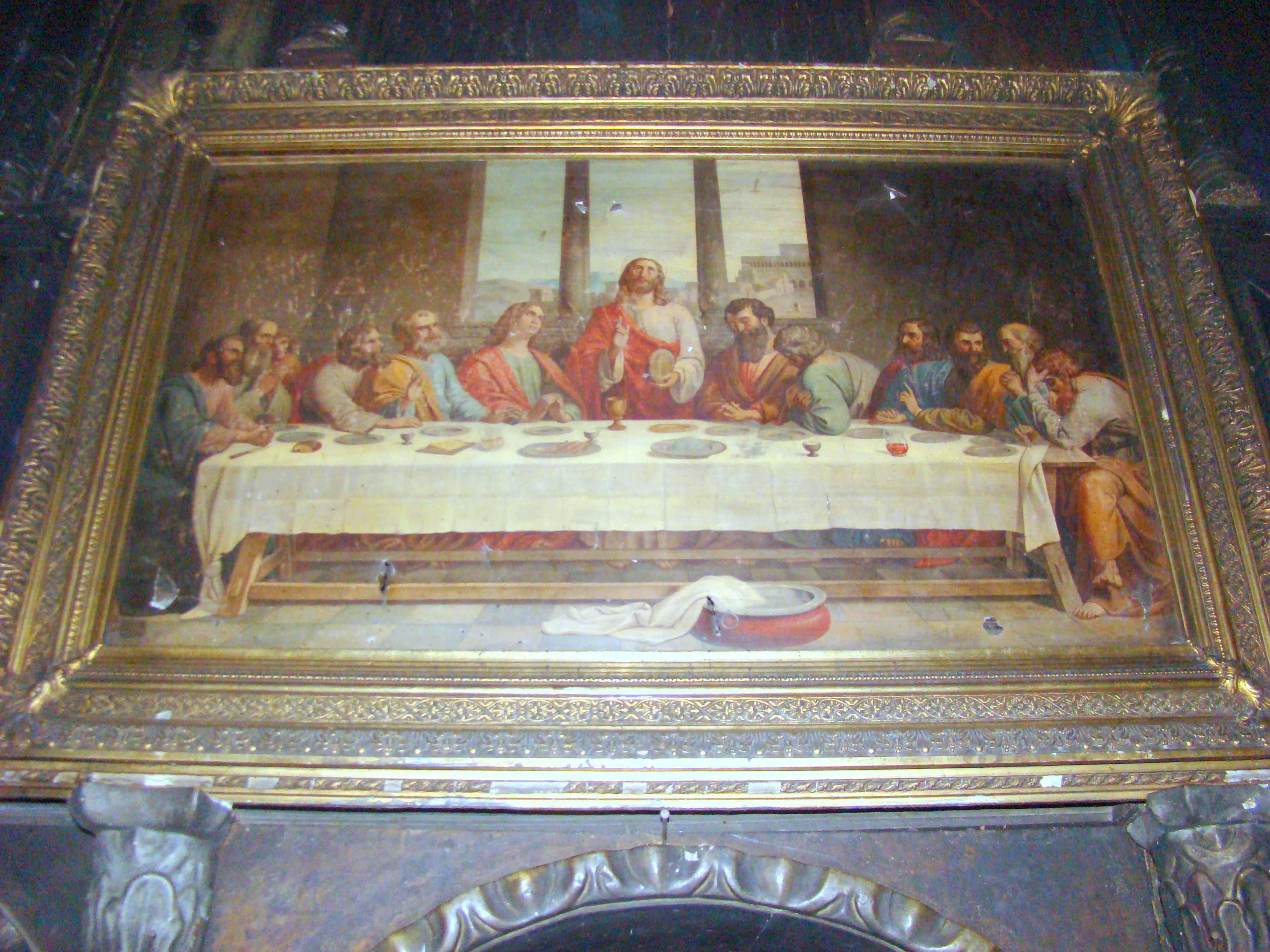
Obraz „Ostatnia Wieczerza” nad carskimi wrotami
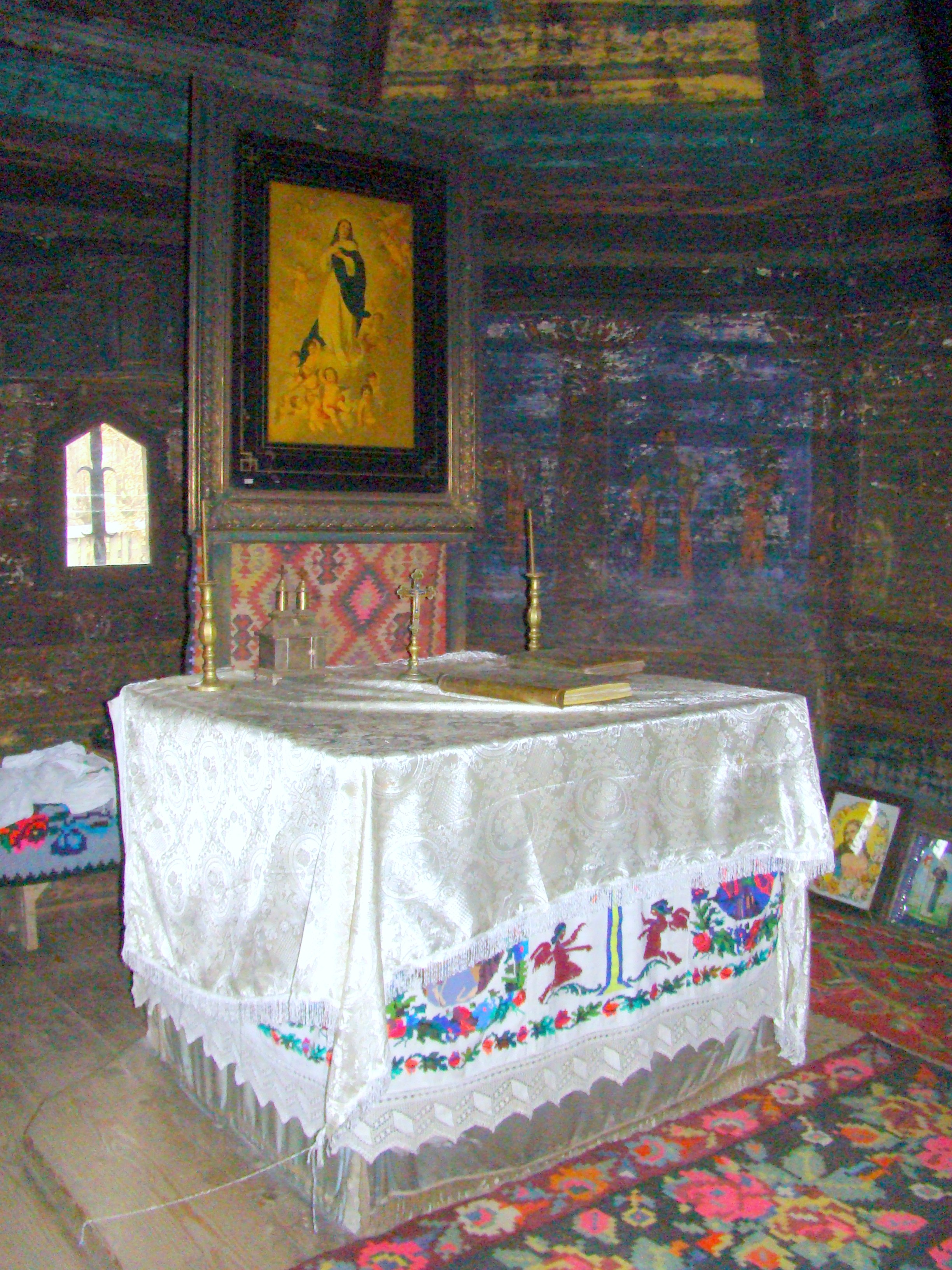
Ołtarz
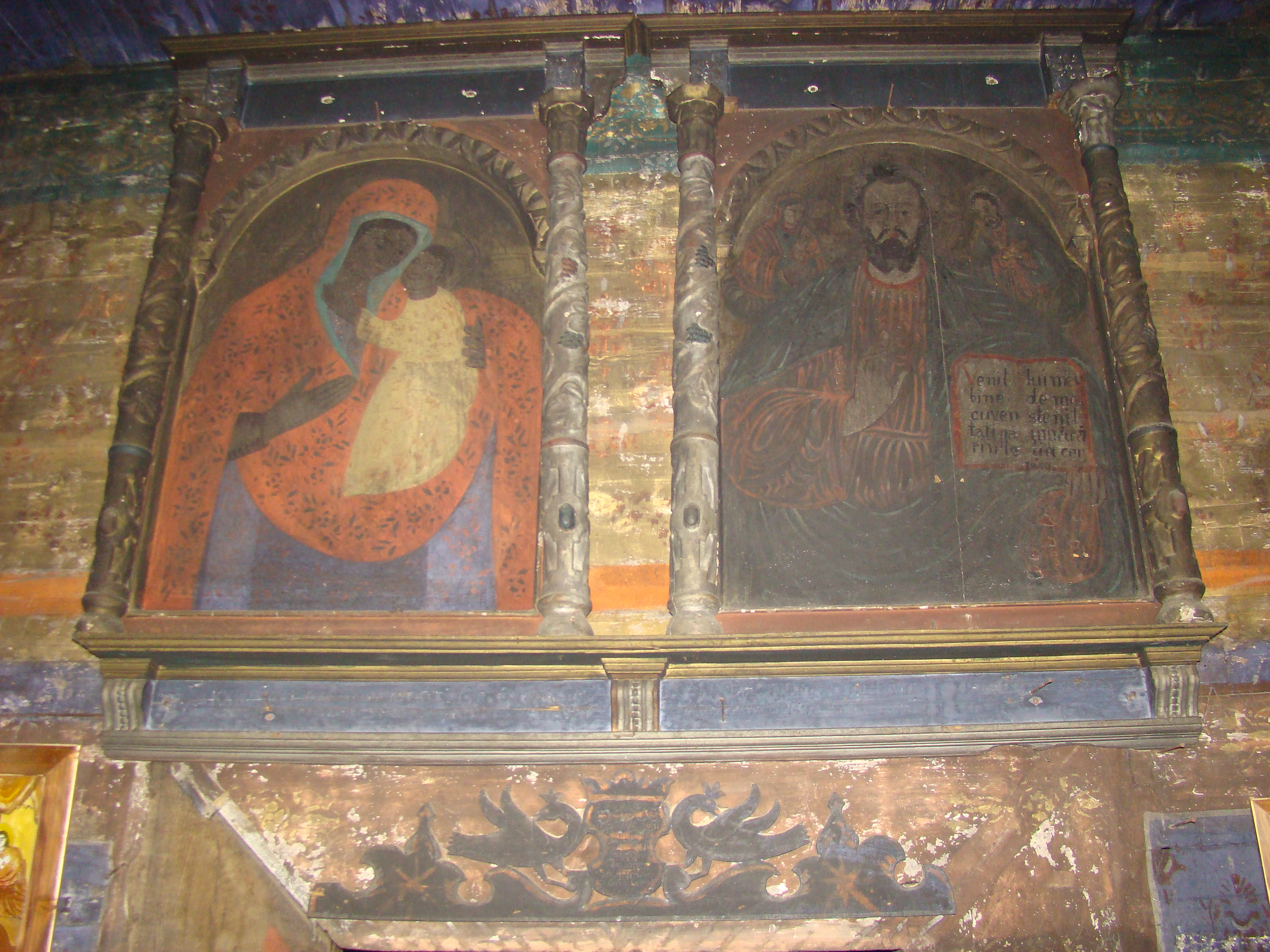
Malowidło przedstawiające Chrystusa Pantokratora i Matkę Bożą
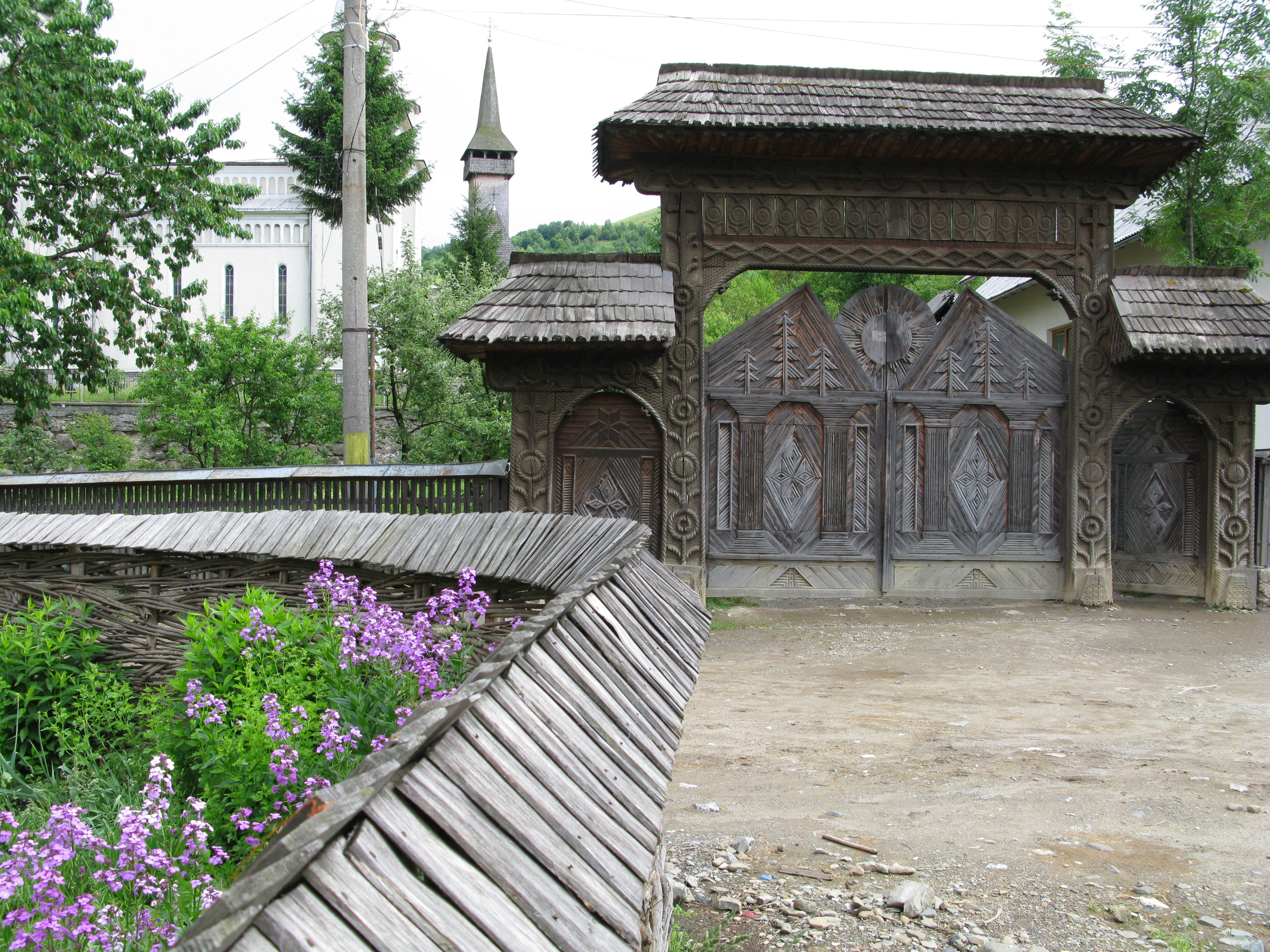
Brama wjazdowa